# Corippo
Corippo est une ancienne commune suisse et une localité de la commune de Verzasca du district de Locarno, dans canton du Tessin, en Suisse. La localité est située dans le val Verzasca.
Ce village est protégé au niveau national  pour ses maisons dont les tuiles sont en ardoises, les façades en granit et les balcons en bois. Corippo fut l'un des villages finalistes pour l'émission Le plus beau village de Suisse 2015 de l'Illustré et la Radio télévision suisse .
Avec seulement 12 habitants permanents (en juillet 2018) ,,, Corippo était la plus petite commune de Suisse. Néanmoins, la mini-communauté conserve son indépendance, qu'elle avait acquise en 1822. Finalement, la commune est absorbée en 2020 par la nouvelle commune de Verzasca, à l'instar des autres communes de la vallée de la Verzasca.

## Géographie

Photo aérienne (1946)

La commune se situe sur le versant droit de la vallée de la Verzasca, surplombant le lac d'accumulation de Vogorno .

## Histoire
Corippo formait une circonscription (squadra) de la commune de Vogorno, mais jouissait d'une certaine autonomie administrative; elle devint totalement indépendante en 1822. Jusqu'en 1854, elle posséda des biens communs avec Minusio, Brione et Mergoscia .
Pendant des siècles, les habitants furent agriculteurs et bergers; dès le XIVe siècle, ils pratiquèrent la transhumance, hivernant avec les bêtes dans la plaine de Magadino. La route carrossable qui conduit à Corippo fut construite en 1883. Tout le noyau historique du village est protégé et fut désigné en 1975 "réalisation exemplaire" pour l'Année européenne du patrimoine architectural .
le 18 octobre 2020, la commune est absorbée par la nouvelle commune de Verzasca, à l'instar des autres communes de la vallée de la Verzasca.

## Monument
L'église Notre-Dame de l'Annonciation (ensuite du Carmel) date du début du XVIIe siècle et fut agrandie durant la seconde moitié du XVIIIe siècle. Corippo était rattaché à la paroisse de Vogorno, mais eut son chapelain au XVIIe siècle déjà et devint paroisse en 1782. Depuis 1917, la paroisse est desservie par Vogorno.

## Démographie
Corippo était, jusqu'en 2020, la plus petite commune de Suisse. Sept hommes et cinq femmes vivent dans la communauté, un habitant n'était pas citoyen suisse .
| 1795 | 1850 | 1900 | 1950 | 2000 | 2004 | 2016 | 2018 |
| ---- | ---- | ---- | ---- | ---- | ---- | ---- | ---- |
| 269  | 294  | 196  | 73   | 22   | 17   | 14   | 12   |

La diminution de la population est surtout due à l'émigration qu'entraîne la pauvreté des ressources agricoles.